# Papaghni
Papaghni és un riu del sud de l'Índia que neix a Karnataka i entra a Tamil Nadu; gira una mica al nord cap a les muntanyes Palkonda on és conegut amb el nom de Gandairu (Riu de la Gorga) i després segueix avançant fins que troba al riu Penner en el que desaigua sent la confluència a 14° 37′ N, 78° 47′ E / 14.617°N,78.783°E. És considerat un riu sagrat i té una gran pagoda a la riba prop de Palinendla.